# Нордхук, Кейптаун
Нордхук — приморське місто в Західнокапській частині Південної Африки, розташоване нижче піку Чепмена на західному узбережжі Капського півострова, приблизно в 35 кілометрах на південь від Кейптауна. Назва «Нордхук» взята з нідерландської мови і буквально означає «північний кут». Таку назву він отримав у 1743 році як північний куточок ферми Сленгкоп. Першим постійним жителем європейського походження є Жако Малан, який побудував тут свій будинок. У 1857 році регіон був поділений на шість ділянок, більшість з яких була куплена однією сім'єю, сім'єю де Вільє. Тим не менш, Нордхук залишається переважно сільською місцевістю, де фермери вирощують овочі для постачання кораблям, що заходять у Саймонс-Таун. Він найвідоміший своєю береговою лінією та довгим широким піщаним пляжем, який тягнеться на південь до сусіднього села Комметжі. Біля південного краю цього пляжу знаходиться уламок пароплава «Какапо», який сів на мілину в 1900 році, коли капітан прийняв пік Чепмена за мис Доброї Надії.
До Нордхука можна потрапити або з мальовничої прибережної дороги Chapman's Peak Drive, яка веде з затоки Хаут, або через гірську дорогу Ou Kaapse Weg, яка проходить через природний заповідник Silvermine, який тепер є частиною національного парку Столова гора. Нордхук — це невелика розкидана громада будинків, часто з видом на море і велика популяція коней, оскільки катання на довгому піщаному пляжі є звичайним явищем; пляж — 6 км, ділянка дрібного білого піску з видом на пік Чепмена (592 м (1 942 фут) і Національний парк Столова гора. Вітри часто сильні, а море холодне. Місто складається з стаєн та розкиданих вілл у широкій трав'янистій долині з дубами. Посеред цієї долини знаходиться ферма Нордхук з ремісничими магазинами, дитячим майданчиком, кафе, пабом і рестораном.

## Галерея

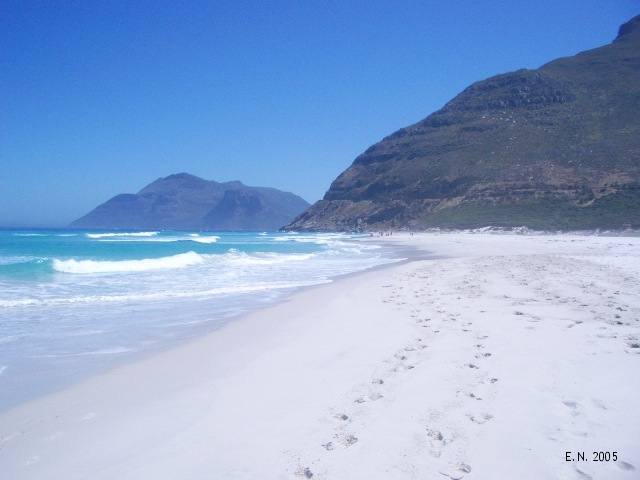
Дивлячись на північ уздовж пляжу. Праворуч у кінці піску піднімаються схили піку Чепмена. Вершина вдалині — Карбонкельберг, на захід від затоки Хаут
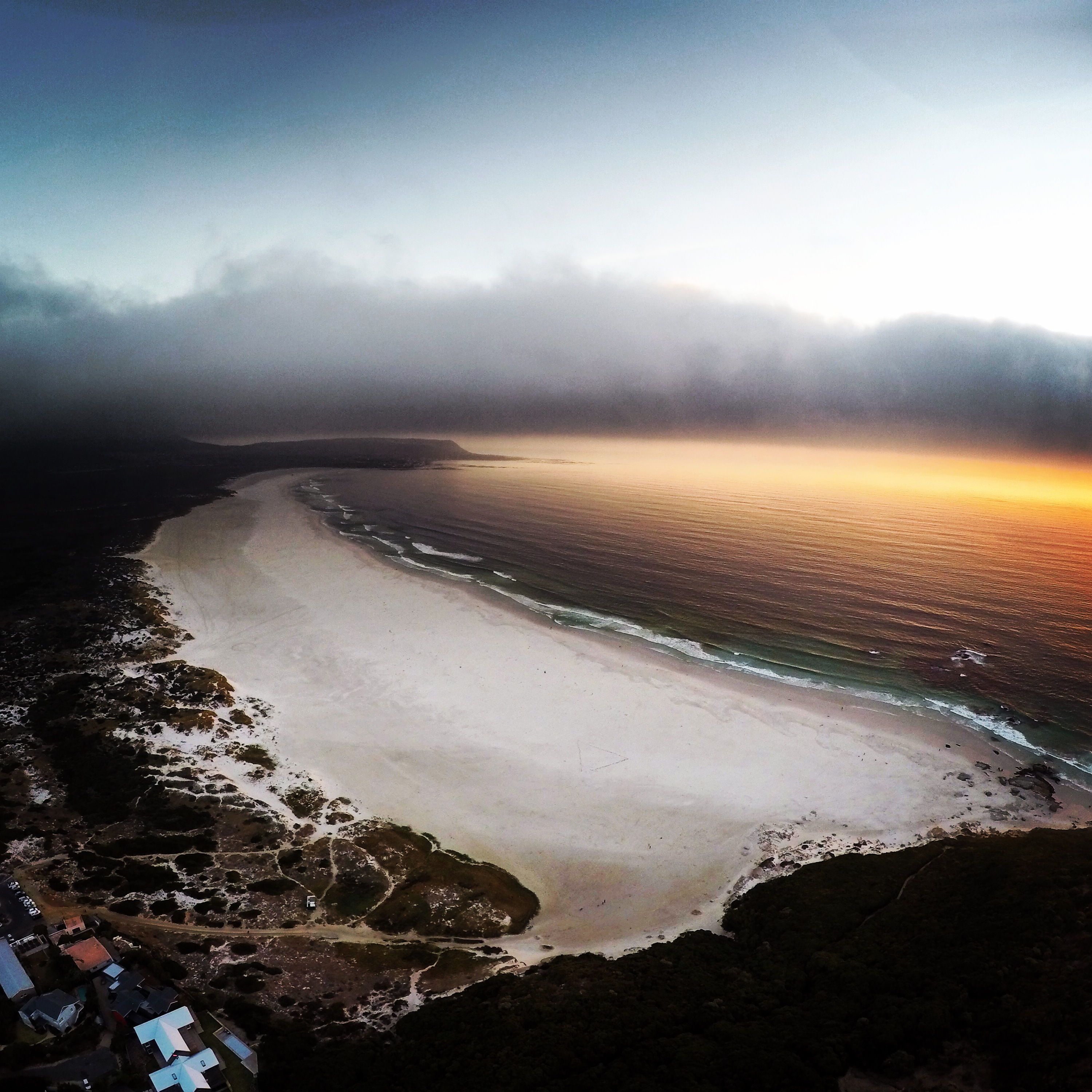
Вечірній політ над пляжем Нордхук з Комметджі вдалині.